# Éponine
Éponine (eller Jondrette pigen) (1815 – 1832) er en fiktiv person fra romanen Les Misérables af Victor Hugo.
Thénardiers ældste datter. Som barn blev hun forkælet af sine forældre, men ender som gadebarn, da hun når pubertetsalderen. Hun er medvirkende til sin fars forbrydelser og lægger planer for at tjene penge. Hun er blindt forelsket i Marius. På hans anmodning, finder hun Valjean og Cosettes hus for ham og fører ham bedrøvet derhen. Hun forhindre også sin far, Patron-Minette og Brujon i at stjæle i huset under et af Marius’ besøg for at møde Cosette. Efter at have forklædt sig som en dreng, manipulerer hun Marius til at tage til barrikaden, i håbet om at de vil dø sammen. Men hun redder hans liv ved at række sin hånd ud for at stoppe en soldats kugle, som var rettet mod Marius; hun er dødeligt såret da kuglen går gennem hendes hånd og ud af ryggen. Hendes sidste ønske er, at Marius vil kysse hende på panden, når hun er død. Han opfylder hendes ønske af medlidenhed for hendes hårde liv.